# Municipio de Cocula (Jalisco)
El municipio de Cocula (del náhuatl: Cocollán ‘lugar ondulado’) es uno de los 125 municipios en que se divide el estado mexicano de Jalisco, ubicado a a 56 km al suroeste de la capital estatal, Guadalajara. 
Se encuentra a una altitud de 1350 m. Según el censo de 2020, la población del municipio era 29 267 con 16 550 habitantes que viven en la cabecera municipal. Otras poblaciones importantes en el municipio son Cofradía de la Luz, La Sauceda, y Santa Teresa.
La Secretaría de Turismo del gobierno de México anunció el 30 de junio de 2023, la integración de 45 nuevos Pueblos Mágicos, donde resalta el nombre de Cocula, un nuevo Pueblo Mágico de Jalisco, que ahora es uno de los estados con más cantidad de nombramientos al tener 12 en total.  
Cocula se une a la lista de los 177 Pueblos Mágicos al contar con una riqueza cultural, histórica y atractivos turísticos.

## Toponimia
En la época prehispánica llevó el nombre de "Cocollán" o "Cocolán", que significa: "lugar de ondulaciones" o "lugar que se mueve en lo alto".

## Historia
Fue cacicazgo independiente que tuvo como tributarios a los pobladores de Santa Ana Acatlán, Villa Corona o Tizapanito, Xilotepetque y Tecolotlán que eran los pueblos de Atengo y Tenamaxtlán con sus pequeños pueblos sojuzgados.
Varias familias cocas del reino de Tonalá, cansadas de la hostilidad que se les prodigaba, abandonaron el reino encabezadas por el valiente guerrero Huehuetztlatzin. Un grupo enfiló a Mexquitán, ahora Colimilla, otro se asentó en San Martín de Hidalgo, y el grupo al mando de Huehuetztlatzin fundó su capital, que se llamó Cocollán, a legua y media de donde ahora se levanta Acatlán de Juárez. Esta fue destruida a principios del siglo XVI y por esto hacia 1509 intentaron establecerse cerca de Tlajomulco, pero los tlajomulcas, auxiliados por los tarascos, les dieron batalla y los hicieron retroceder a su antiguo sitio de Santa Ana Acatlán donde permanecieron hasta 1519. Ese año se remontaron a la cumbre de una montaña que corre de oriente a poniente a fin de fundar nuevamente el poblado de Cocula, allí permanecieron hasta la llegada de los españoles.
Fueron bajados por los franciscanos al pie de la serranía para que refundarán su pueblo, mismo sitio que hoy ocupa. Aún existen ruinas de la antigua población y se le denomina Cocula Vieja o Coculan.
El cacicazgo de Cocula era independiente. Su cacique Citlali (significa estrella), tomó parte activa en la Guerra del Salitre en 1510. Gobernaba aún Citlali cuando se presentó Alonso de Ávalos en 1521 e hizo la conquista del cacicazgo, quedando incorporado a la Provincia de Ávalos.
En 1524 arribó don Francisco Cortés de San Buenaventura, alcalde Mayor de Colima, hizo un nuevo reconocimiento y empadronó al cacique y a los naturales de Cocula. Como en la época de los evangelizadores, Cocula se halla dividida en cuatro barrios que son San Juan, San Pedro, Santiago y La Ascensión.
En marzo de 1524, El Fray Miguel de Bolonia funda lo que hoy es Cocula.
En febrero de 1541 el virrey Antonio de Mendoza se encontraba en este lugar, según lo prueba la merced que hizo entonces a Francisco Pilo y Juan de Villarreal.
A finales del siglo XVIII se estableció en este sitio el acaudalado minero Don Francisco Javier Vizcarra quien recibió la merced de la Corona Española de Marqués de Pánuco. El Marqués adquirió la Hacienda de la Sauceda que había pertenecido a los jesuitas hasta su expulsión. Actualmente, la Hacienda de la Sauceda es un museo en donde se exhiben algunos de los objetos personales de esta familia que también obsequió a la Iglesia Católica de la época el estofado de oro de la iglesia del Rosario en Sinaloa.
En 1825 tenía ayuntamiento y en 1833 se le concede el título de ciudad. En 1846 Cocula es cabecera de uno de los 28 departamentos del Estado; o sea, del 2° Departamento. Posteriormente, en 1885 se erige a Cocula en directoría política comprendiendo las poblaciones de: Tecolotlán, Juchitlán y Tizapanito.
En el año de 1912 se decreta a Cocula como Ciudad.

## Descripción geográfica

### Ubicación

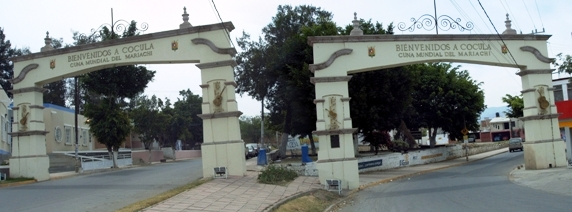
Entrada y salida principales

El municipio de Cocula se localiza en la región Lagunas del estado de Jalisco. Sus municipios colindantes son Atemajac de Brizuela, Tecolotlán, San Martín Hidalgo y Villa Corona. Tiene una extensión territorial de 348.44 kilómetros cuadrados.
El municipio colinda al norte con los municipios de San Martín Hidalgo y Villa Corona; al este con el municipio de Villa Corona; al sur con los municipios de Atemajac de Brizuela y Tecolotlán; al oeste con los municipios Tecolotlán y San Martín Hidalgo.

## Medio físico

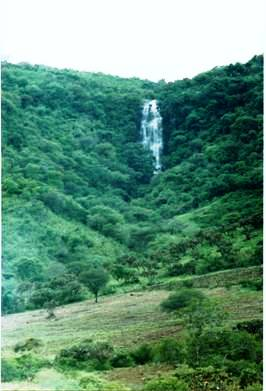
El Salto

El 52.5% del municipio tiene terrenos planos y la roca predominante son suelos aluviales (39.2%) formados por el depósito de materiales sueltos, provenientes de rocas preexistentes, que han sido transportados por corrientes superficiales de agua. El suelo predominante es el vertisol (40.0%), tienen estructura masiva y alto contenido de arcilla. Mientras que la agricultura (58.3%) es el uso de suelo dominante en el municipio.

### Hidrografía
Los tipos de recursos hídricos del municipio están constituidos por aguas subterráneas, ríos y lagos. El territorio está ubicado dentro de 2 acuíferos de los cuales el 0% no tienen disponibilidad y el 100.0% se encuentra con disponibilidad de agua subterránea.
El territorio municipal está dentro de las cuencas Cocula, Las Piedras de las cuales el 100.0% tienen disponibilidad y el 0% presentan déficit de disponibilidad de agua superficial.
Sus recursos hidrológicos son proporcionados principalmente por los arroyos: Camichines, Prieto y Los Duendes. Se encuentran los manantiales: El Saucillo y El Horno, además de existir las lagunas y bordos: Cofradía, El Molino Viejo, Palo Verde, San José de la Sauceda y San Joaquín.

### Clima, temperatura y precipitación
La mayor parte del municipio tiene un clima semiárido semicálido. La temperatura media anual es de 20.9 °C, y su temperatura mínima y máxima promedio oscila entre los 7.7 °C y 32.7 °C. La precipitación media anual es de 900 milímetros (mm) mientras que la precipitación promedio acumulada es de 566.13 mm. El régimen de lluvias se registra en junio, julio, agosto y septiembre. El promedio anual de días con heladas es de 3.6. Los vientos dominantes son en dirección del norte.

## Flora y fauna
Su vegetación está formada principalmente por pino, encino, roble, alizo, tizate, huizache, guásima, madroño, pinabete, cedro, fresno, sauce, pochote y mezquite.
El venado, el gato montés, el zorro, el coyote, el zorrillo, el armadillo, el conejo, la liebre y diversas aves habitan en esta región.

## Sequía
A nivel municipal la sequía extrema es la que tiene una mayor distribución con un 58.4%, en menor distribución se encuentran la sequía excepcional, severa y moderada con el 18, 14 y 5 por ciento.

## Áreas naturales protegidas
Cocula cuenta con 4.3% de humedales. El territorio municipal no abarca algún ANP tipificada.

## Transporte
En Cocula hay varias rutas de transporte que circulan la ciudad. Varios camiones que están dentro de la ciudad jalisciense a varios poblados alrededor de Cocula, algunos son estatales como los autobuses Flecha Amarilla, que pasan de San Martín Hidalgo, Cocula, Villa Corona, Acatlán de Juárez y  Guadalajara. Hay empresas como Primera Plus, Cihuatlán, Servicios Coordinados, que pasan a varios puntos de Jalisco y México.
Entre la carretera Guadalajara-Barra de Navidad, Cocula es la segunda ciudad más grande en dicho trayecto, Después de Autlán.

## Infraestructura
El municipio cuenta con 16 servicios públicos, de los cuales destacan 61 escuelas, seguido de 32 templos e instalaciones deportivas o recreación con 23.

### Salud
De acuerdo con los registros de la secretaría de salud, en el municipio se encuentran 12 unidades de servicio de salud como lo son consultorios, hospitales generales y especializados, oficinas administrativas, farmacias, laboratorios, unidades de medicina familiar, de especialidades médicas y móviles. De las cuales 7 corresponden a la Secretaría de Salud (SSJ), 2 unidades de salud son del Instituto Mexicano del Seguro Social (IMSS) y 2 módulos de los Servicios Médicos Privados.

## Comercio
En la ciudad de Cocula, se encuentran varias tiendas como Bodega Aurrera, Farmacias Guadalajara, OXXO, BBVA, Coppel.
Y también  encuentran diversos comercios locales, como la plaza del cine (centro comercial, anteriormente cine).

## Demografía y localidades
El municipio de Cocula pertenece a la Región Lagunas, según el Censo de Población y Vivienda 2020, su población en ese año era de 29,267 personas; de las cuales el 49.2 por ciento eran hombres y 50.8 por ciento mujeres. Las y los habitantes del municipio representaban el 12.8 por ciento del total regional. Comparando este volumen poblacional con el del año 2015 (26,687 habitantes), se observa que la población municipal aumentó un 9.67 por ciento en cinco años.

### Localidades

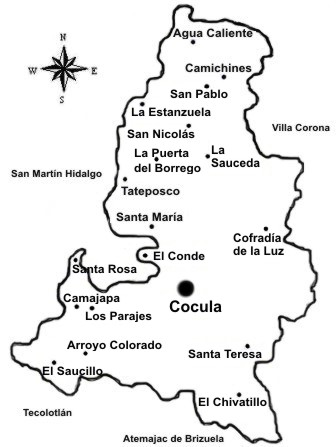
Cocula y sus comunidades

En 2020 Cocula contaba con 39 localidades, de éstas, 3 eran de dos viviendas y 12 de una. La localidad de Cocula era la más poblada, con 16,550 personas, que representaban el 56.5% de la población del municipio; le seguía La Cofradía de la Luz con el 9%, San Nicolás (San Nicolás Acuña) con el 4.7%, La Sauceda con el 3.9% y Camichines con el 3.7% del total municipal.
| Código INEGI      | Localidad             | Población (2020) |
| ----------------- | --------------------- | ---------------- |
| 140240001         | Cocula                | 16 550           |
| 140240007         | La Cofradía de la Luz | 2 638            |
| 140240017         | San Nicolás Acuña     | 1 384            |
| 140240022         | La Sauceda            | 1 137            |
| 140240005         | Camichines            | 1 071            |
| Otras localidades | Otras localidades     | 6 487            |
| Total municipal   | Total municipal       | 29 267           |

## Migración
El índice de intensidad migratoria se ubicó en 60.96 puntos lo que se traduce en un grado de intensidad migratoria alto.

## Pobreza por carencia social
Respecto a las carencias sociales en 2020, destaca que el indicador de carencia por acceso a la seguridad social es el acceso a la seguridad social, con un 63 por ciento, que en términos absolutos representa 17,462 habitantes. En contraste, el que menos proporción de población presentó fue el de calidad y espacios de la vivienda, con el 5.2 por ciento. Otros indicadores por carencia social como acceso a los servicios de salud, acceso a la alimentación, rezago educativo y acceso a servicios básicos de la vivienda se ubicaron 23, 18, 14, y 7 por ciento respectivamente.

## Economía y empleo

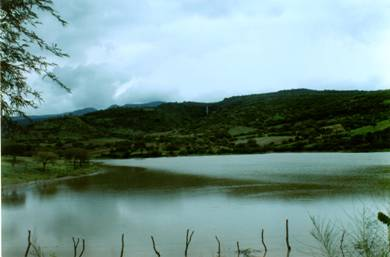
Presa Casa Blanca

Conforme a la información del Directorio Estadístico Nacional de Unidades Económicas (DENUE) de INEGI, el municipio de Cocula cuenta con 1,349 unidades económicas al mes de mayo de 2024 y su distribución por sectores revela un predominio de establecimientos dedicados a Comercio, siendo estos el 45.29% del total en el municipio.
Para junio de 2024 el IMSS reportó un total de 3,431 trabajadores asegurados, lo que representó para el municipio de Cocula una disminución anual de 905 trabajadores en comparación con el mismo mes de 2023, debido a la baja del registro de empleo formal de algunos de sus grupos económicos principalmente el de Agricultura. En función de los registros del IMSS el grupo económico que más empleos presentó dentro del municipio de Cocula fue el de Agricultura, ya que en junio de 2024 registró un total de 965 trabajadores concentrando el 28.13% del total de asegurados en el municipio. El segundo grupo económico con más trabajadores asegurados fue el de Fabricación de productos de hule y plástico, que para junio de 2024 registró 356 trabajadores asegurados que representan el 10.38% del total de trabajadores asegurados a dicha fecha. El tercer grupo sectorial económico es el de compraventa de alimentos, bebidas y productos del tabaco con un 6.7% de trabajadores asegurados.

## Índice de desarrollo municipal (IDM)
Cocula obtiene un desarrollo institucional Alto con un IDM-I de 69.2.

## Promedio mensual de carpetas de investigación
Durante el periodo de junio de 2023 a mayo de 2024, se abrieron un total de 360 carpetas de investigación con un promedio mensual de 30 carpetas abiertas en donde el delito con mayor investigación fue el de lesiones culposas.

## Turismo

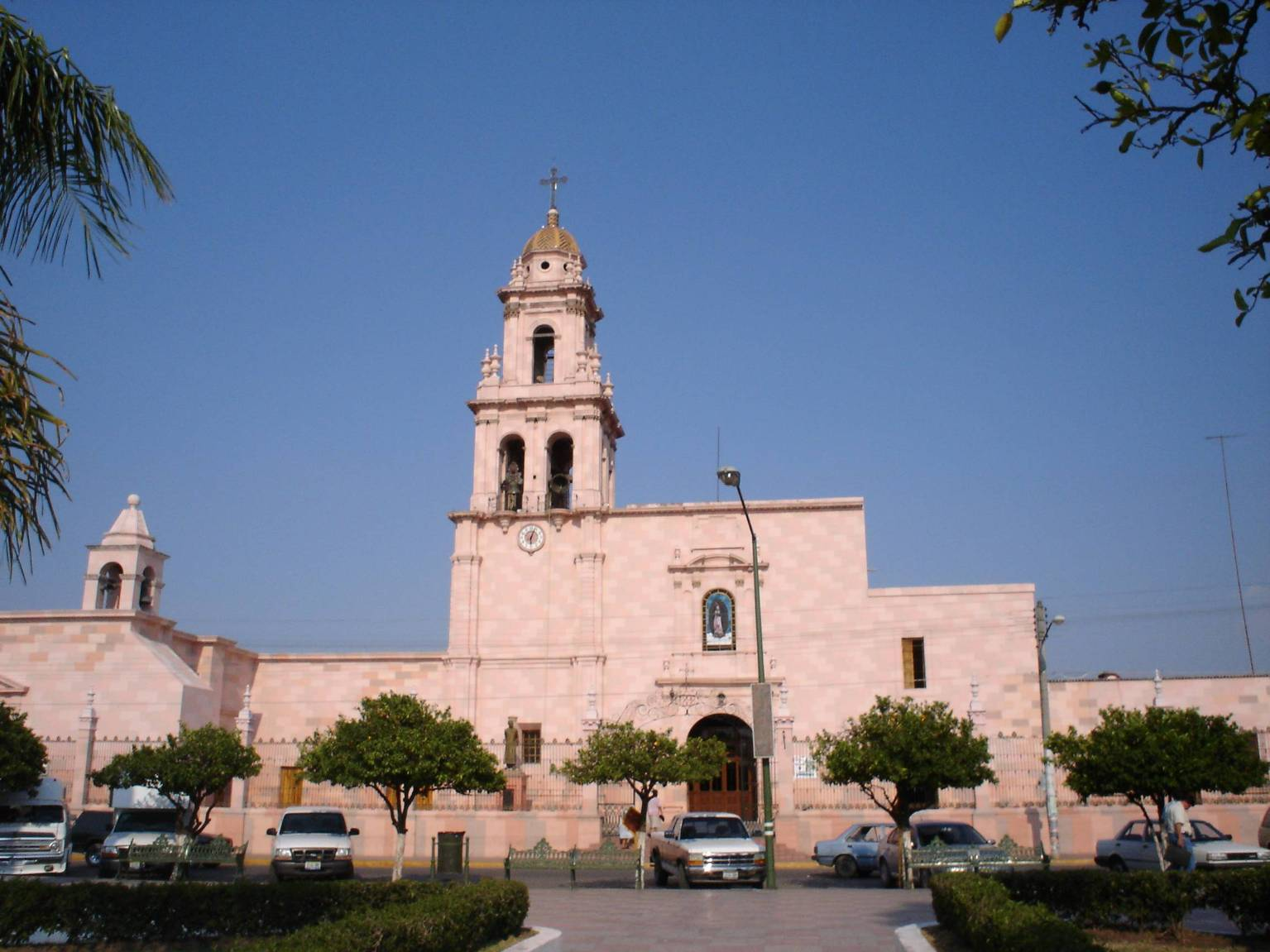
Parroquia de San Miguel Arcángel

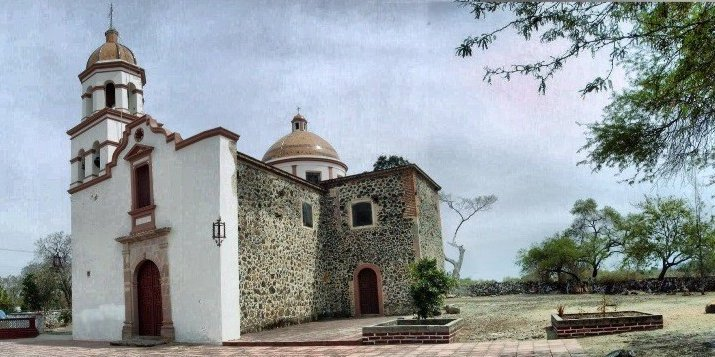
Templo de la Cruz

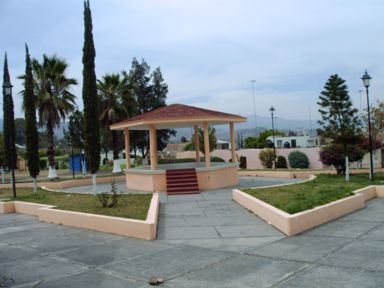
Plaza de Villa de Cázarez

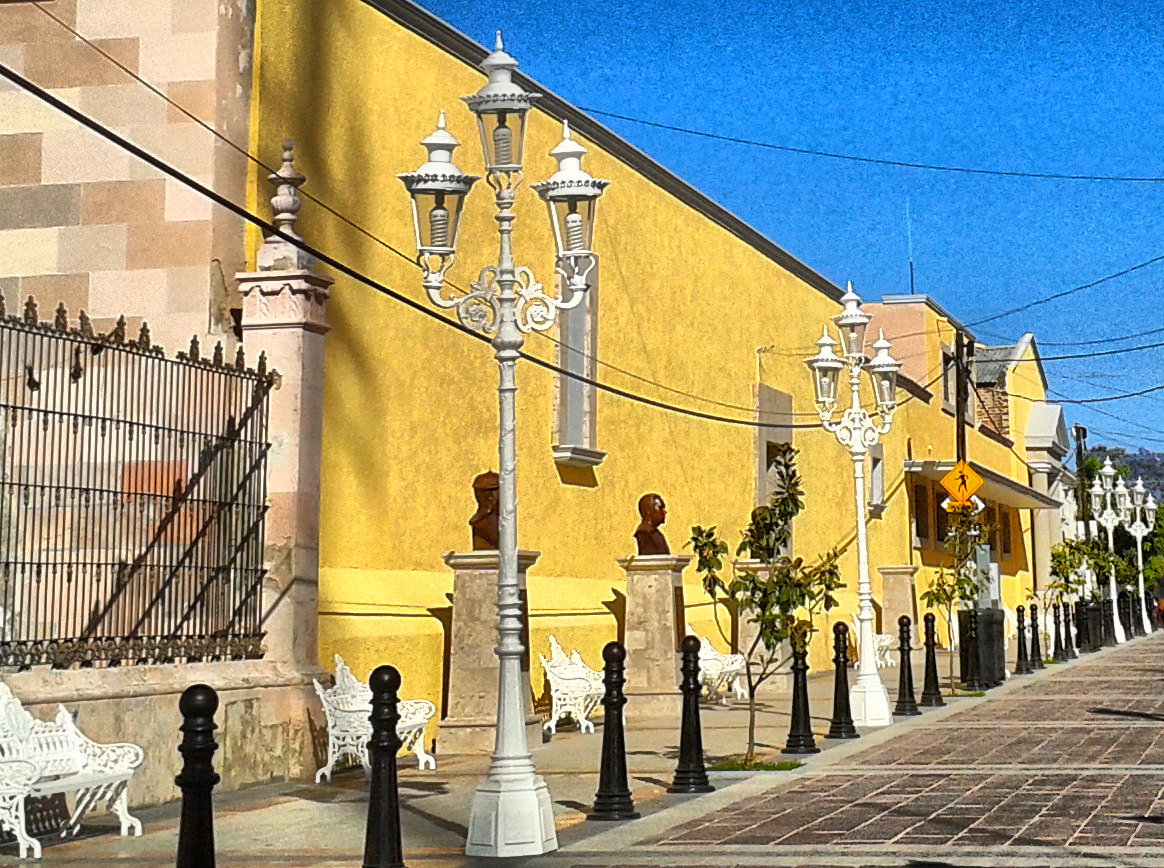
Paseo del Mariachi de Cocula

Cocula es una de las ciudades del estado de Jalisco con buen número de turistas que van principalmente a visitar:
Arquitectura
- Parroquia de San Miguel Arcángel.
- Plaza principal.
- Templo la Purísima.
- Paseo del Mariachi

Templos
- La Ascensión.
- San Pedro.
- San Juan.
- Santo Santiago.
- La Cruz.
- Virgen de Talpa.
- Villa de Cázarez.
- Templo de La Loma.

 Capillas 
- La Rinconada (es muy pequeña)

Artesanías
- Artesanías de: tule, barro y talabartería. Además de la elaboración de muebles típicos de madera productos de cera, pirotecnia, carrizo, diversos dulces tradicionales, y bordados.

Lagos y lagunas
- Plaza en la entrada de Cocula "Cuna Mundial del Mariachi"Presa El Saltito.
- Cascada de El Salto
- Río Chiquito
- Presa La Higuera.
- Presa Casa Blanca.
- Presa del Presidio.

Museos
- Museo Elías Nandino.
- Museo De Cocula es el mariachi.
- Museo Hacienda La Sauceda.

Sitios históricos

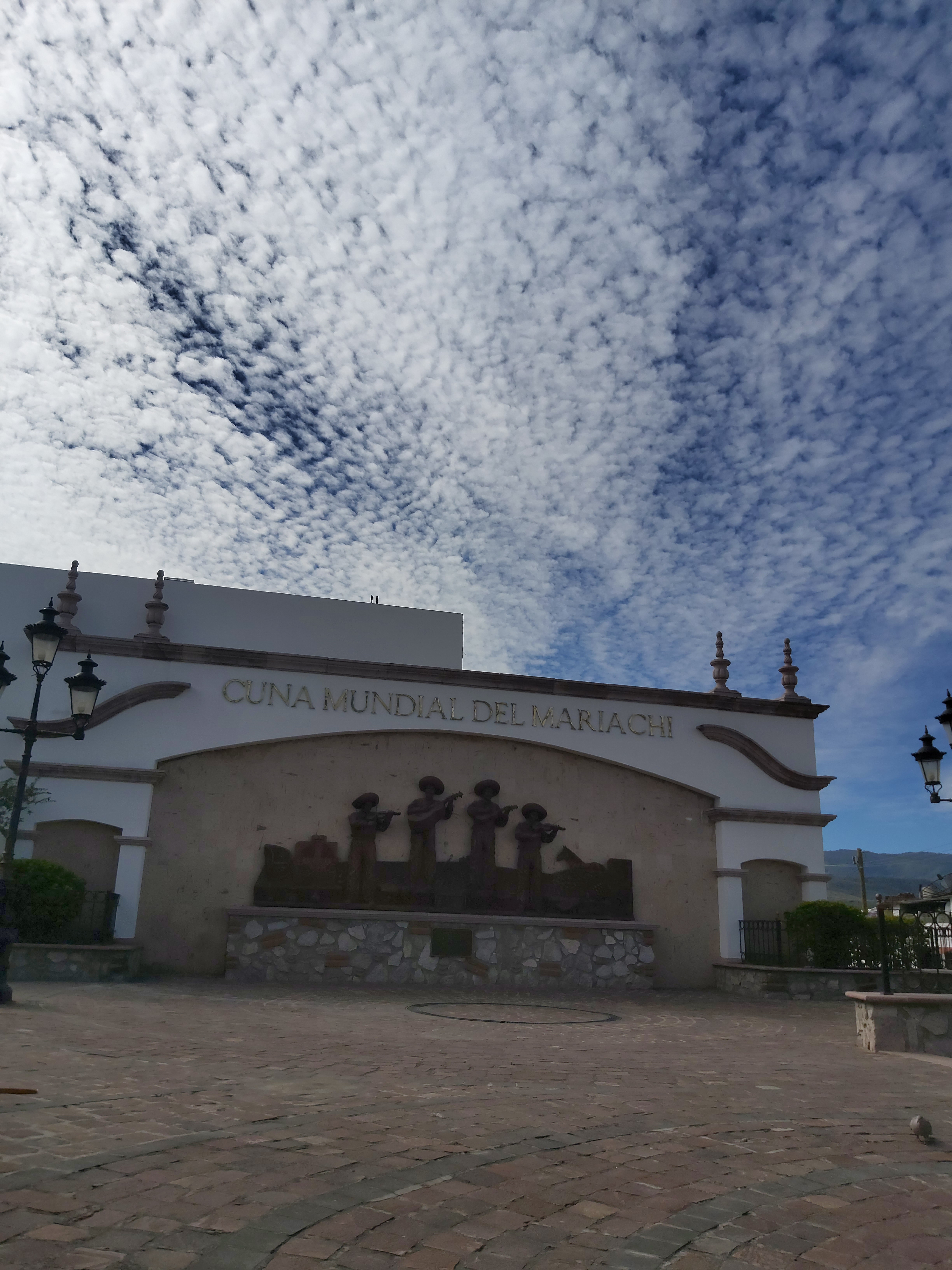
Plaza en la entrada de Cocula "Cuna Mundial del Mariachi"

- Exhacienda Azucarera de San Diego.
- Exhacienda Cofradía de la Luz.
- Exhacienda La Sauceda.

## Fiestas
Fiestas civiles
- Fiestas Patrias. En septiembre.
- Las Paseadoras. 15 de agosto.

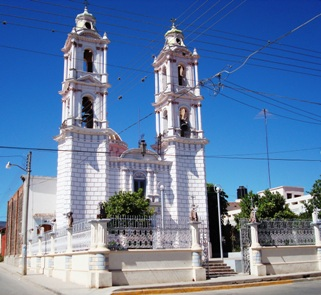
Templo de San Pedro

- Sábado de Tianguis. Sábado anterior a la Semana Santa.

Fiestas religiosas

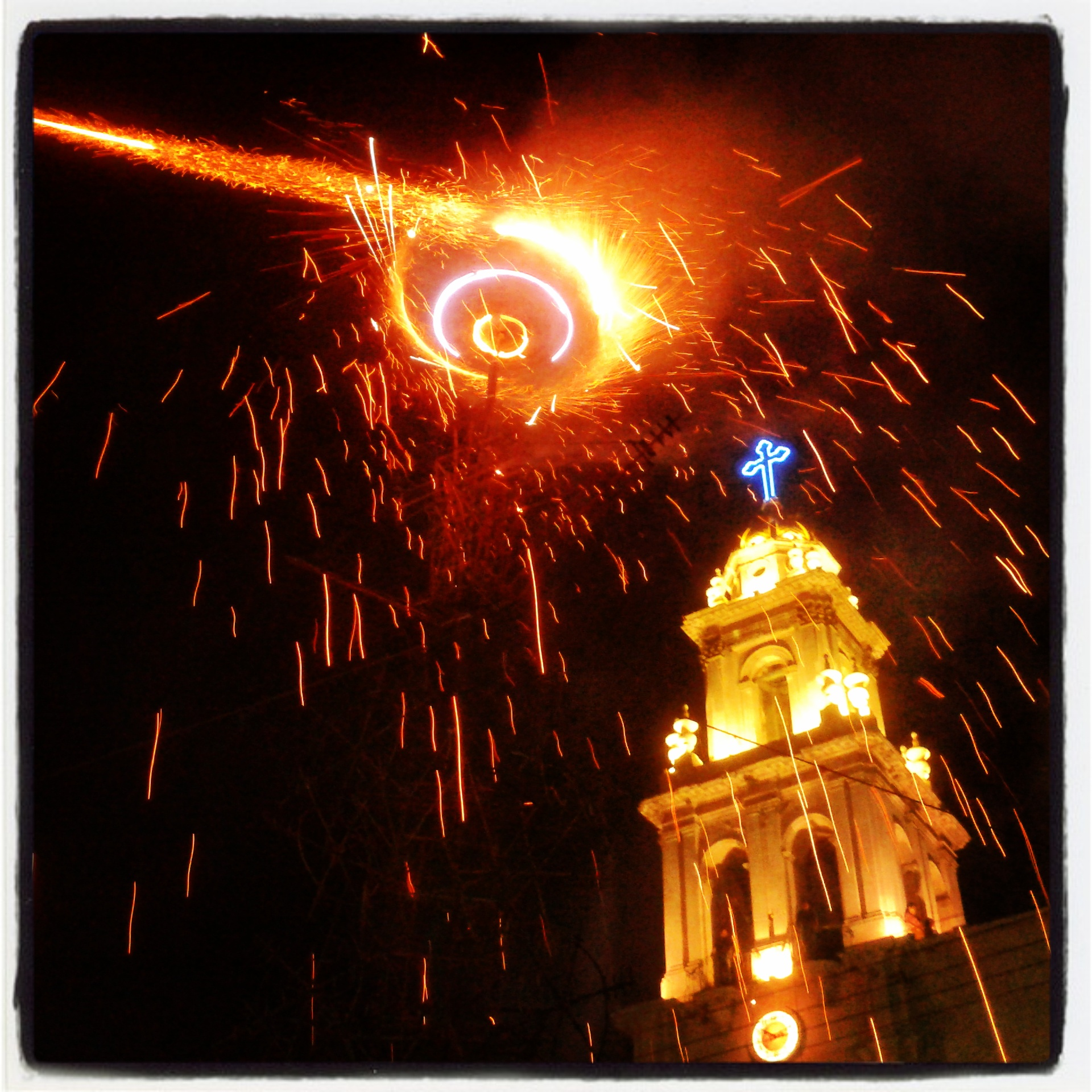
Quema del Castillo durante la Fiesta Patronal

- Misa en honor de la Virgen de Talpa. 17 de marzo.  Año tras año los habitantes de Cocula se trasladan caminando, en bicicleta, en caballo y autobuses al municipio de Talpa de Allende para llegar el 17 a la misa que ofrecen a la Virgen.
- Fiesta en honor de la Santa Cruz. 3 de mayo.
- Fiesta en honor de Santo San Juan. 24 de junio.
- Fiesta en honor de Nuestra Señora del Perpetuo Socorro. 27 de junio
- Fiesta en honor de Santo San Pedro y San Pablo. 29 de junio.
- Fiesta en honor de Santo Santiago. 25 de julio.
- Fiesta honrando la Ascensión del Señor. Una semana antes de la celebración de Pentecostés. (Toros de la Ascensión)
- Fiesta en honor de San Miguel Arcángel. 29 de septiembre.
- Las Enramadas. Inician una semana después de que concluye la fiesta patronal y consiste en que San Miguel Arcángel visite los templos de los barrios:  La Ascensión, La Cruz, San Juan, Santo Santiago y San Pedro. Cada año en la penúltima enramada San Miguel recorre un templo como La Loma, Villa de Cazares o Talpita (La Virgen de Talpa) Cada domingo hay peregrinaciones, serenatas y castillo en los barrios.

Esta tradición se remonta a la llegada de los franciscanos quienes fueron los que le dieron Cocula a San Miguel como Santo Patrono.  Al principio como no había templo para su veneración se le construía una especie de ermita con zacate y de ahí el nombre de la enramada.
Los cocas se hacían para la ocasión lazos de cempoalxóchitl y altares con madera, carrizos, ramas y follajes, eran como unos templos improvisados que les llamaban zuchicalliques.
Cada semana San Miguel recorría los barrios acompañado por los minuetes (mariachi tradicional) y por la chirimía.

## Personajes ilustres nacidos en Cocula
| Adrián Puga (1858-1940)                  | Químico                  |
| José Palomar(1807-1873)                  | Benefactor               |
| Adalberto López (1923-1996)              | Futbolista profesional   |
| Joaquín Angulo (1811-1861)               | Gobernador de Jalisco    |
| Pablo Valdez (1839-1890 )                | Pintor                   |
| Francisco Ixtláhuac Aréchiga (1880-1949) | Presidente de Cocula     |
| Sabás Reyes Salazar (1883-1927)          | Santo                    |
| Elías Nandino Vallarta (1900-1993)       | Doctor, poeta y literato |
| Rafael Méndez Moreno (1903-1968)         | Benefactor               |

## Gobierno
Su forma de gobierno es democrática y depende del gobierno estatal y federal. Se realizan comicios cada tres años, cuando son elegidos el presidente municipal y su cabildo.

### Presidentes municipales
| Presidente municipal               | Período               | Partido político | Notas    |
| José Corona Ochoa                  | 1914                  |                  |          |
| José Sánchez N.                    | 1916                  |                  |          |
| Gabriel H. Tortolero               | 1916–1917             |                  |          |
| José María Castillo Jiménez        | 1918–1919             |                  |          |
| Juan O. Hernándezz                 | 1918–1922             |                  |          |
| Pablo Preciado                     | 1922                  |                  |          |
| Francisco M. Díaz García           | 1924                  |                  |          |
| Salvador Molina Rojas              | 1925                  |                  |          |
| Juan V. Grajeda                    | 1926                  |                  |          |
| Sóstenes Castillo                  | 1927                  |                  |          |
| Gerardo Rodríguez Tapia            | 1932                  | PNR              |          |
| Francisco Pérez Camacho            | 1934–1935             | PNR              |          |
| Luis Vargas Pulido                 | 1935                  | PNR              |          |
| Tomás Ramírez                      | 1936                  | PNR              |          |
| Aurelio Aréchiga Rubio             | 1936                  | PNR              |          |
| Pablo Vázquez Barboza              | 1937                  | PNR              |          |
| Celerino Acosta Vargas             | 1938                  | PRM              |          |
| J. Ventura Virgen                  | 1940                  | PRM              |          |
| José de Jesús Aréchiga Terán       | 1941–1942             | PRM              |          |
| Ignacio Arriola Ochoa              | 1943–1944             | PRM              |          |
| Encarnación Vázquez Nuño           | 1945                  | PRM              |          |
| José Agustín Valdez Vázquez        | 1946                  | PRI              |          |
| José Guadalupe Acosta Bañuelos     | 1946                  | PRI              |          |
| Francisco Ixtláhuac Aréchiga       | 1947–1948             | PRI              |          |
| Celerino Acosta Vargas             | 1949                  | PRI              |          |
| Enrique Acosta Tortolero           | 1950–1951             | PRI              |          |
| José Raimundo Ibarra Rodríguez     | 1953–1954             | PRI              |          |
| Celerino Acosta Vargas             | 1955                  | PRI              |          |
| Guadalupe Ibarra R.                | 1956–1958             | PRI              |          |
| Miguel Allende Morales             | 1959–1960             | PRI              |          |
| Juan Ramírez Nuño                  | 1960–1961             | PRI              |          |
| Francisco Vázquez Vázquez          | 1962                  | PRI              |          |
| Manuel Terán Mariscal              | 1964                  | PRI              |          |
| J. Jesús Águila Díaz               | 1965–1967             | PRI              |          |
| Enrique Silva Plazola              | 1967                  | PRI              | Interino |
| Rafael Montelongo Rangel           | 01-01-1968–31-12-1970 | PRI              |          |
| J. Luis López Ibarra               | 01-01-1971–31-12-1973 | PRI              |          |
| Carlos Ramírez Corona              | 01-01-1974–31-12-1976 | PRI              |          |
| José Ixtláhuac Virgen              | 01-01-1977–31-12-1979 | PRI              |          |
| Jorge Virgen Serrano               | 01-01-1980–31-12-1982 | PRI              |          |
| Rafael Vázquez Amador              | 01-01-1983–1985       | PRI              |          |
| Carlos E. Arriola Pérez            | 01-01-1986–31-12-1988 | PRI              |          |
| J. Luis Ibarra Moreno              | 01-01-1989–1992       | PRI              |          |
| J. Luis Facundo Guerrero           | 1992–1995             | PRI              |          |
| Arturo Facundo Ramírez             | 1995–1997             | PRD              |          |
| Juan Carlos Orozco Flores          | 01-01-1998–31-12-2000 | PRD              |          |
| Gustavo Cabral González            | 01-01-2001–31-12-2003 | PAN              |          |
| Antonio Vázquez Medina             | 01-01-2004–31-12-2006 | PAN              |          |
| Arturo Facundo Ramírez             | 01-01-2007–31-12-2009 | PRD PT           |          |
| Héctor de Jesús Castillo Andrade   | 01-01-2010–30-09-2012 | PAN              |          |
| Félix Alberto Ibarra Vázquez       | 01-10-2012–30-09-2015 | PAN              |          |
| Francisco Javier Buenrostro Acosta | 01-10-2015–30-09-2018 | PRI PVEM         |          |
| Miguel de Jesús Esparza Partida    | 01-10-2018–05-03-2021 | PT Morena PES    |          |
| Miguel Ángel Ibarra Flores         | 01-10-2021–30-09-2024 | PRI              |          |

### Relaciones Internacionales

#### Hermanamientos
La ciudad de Cocula tiene Hermanamientos con 00018 ciudades alrededor del mundo:
- Guadalajara, México (2005)
- Chiapa de Corzo, México (2013)[26]
- Aguascalientes, México (2020)[27]
- Tenamaxtlan, México (2022)[28]
- Arandas, México (2022)[29]

## Localidades
- San José de Tateposco
- Agua Caliente
- Arroyo Colorado
- Camajapa
- Camichines
- Cocula (Cabecera Municipal)
- Colimilla
- El Chivatillo
- El Conde
- El Saucillo
- Cofradía de la Luz
- La Estanzuela
- La Puerta del Borrego
- La Sauceda
- La Taberna
- Los Parajes
- San Nicolás
- San Pablo
- Santa María
- Santa Rosa
- Santa Teresa
- Villa Corona*